# Consejo Levantino Unificado de la Exportación Agrícola
Uno de los logros más notables de la Revolución española de 1936 fue el Consejo Levantino Unificado de la Exportación Agrícola (CLUEA). Fue creado el 7 de octubre de 1936 por representantes de la CNT y la UGT valencianas (el llamado Comité Ejecutivo Popular). Se trataba de un organismo dedicado a gestionar las exportaciones de la naranja a otros países europeos. Entonces la naranja era la principal fuente de divisas de Valencia. Para difundir las actividades del organismo se contó con cartelistas como de Arturo Ballester y con la revista mensual La voz del CLUEA.

## Proceso
La naranja era uno de los principales productos de exportación valenciano. En el contexto de la guerra civil, el mercado de la naranja suponía un ingreso de divisas muy importante para quien consiguiera controlarlo. Por ello, el Gobierno central no era partidario de la colectivización, pues suponía dejar en manos de los sindicatos un gran número de divisas, sino de seguir el camino habitual de una exportación controlada por las empresas individuales, coordinado solamente por los mercados internacionales. 
Así pues los partidos republicanos, el Gobierno, y el Partido Comunista de España (PCE)  defendían el mantenimiento de la libertad de exportación bajo cierto control gubernamental. En cambio, las centrales sindicales UGT y CNT eran partidarias de colectivizar toda la exportación para evitar la fuga de divisas. 
La gestión del CLUEA estuvo siempre rodeada de la polémica y la confrontación, puesto que aunque los militantes de la UGT estaban de acuerdo con la colectivización, los líderes del PSOE no. Y entre los líderes estaba el propio Largo Caballero conocido dirigente sindical de la UGT. La gestión del CLUEA estuvo reñida con la eficacia, debido tanto a la situación de guerra, como al boicot de los propietarios individuales ya simpatizantes del PCE, opuesto a la colectivización.

## Resultados
En aquel año sobrevino una crisis de sobre-producción en el mercado europeo. El mercado europeo se vio saturado de naranjas palestinas, y la producción española tuvo competencia extra. Globalmente parece que la campaña cítrica aportó en divisas entre la mitad y los dos tercios de la campaña anterior. Esto en divisas sería unos 200 millones de pesetas por unas 700.000 toneladas exportadas.
Este descenso de ingresos provocó duros ataques de sus detractores el gobierno se impuso y decidió acabar con el CLUEA. Sería sustituido por la Comisión Exportadora de Agrios, dependiente del Ministerio de Economía y Hacienda de España. La comisión fue creada por decreto del Gobierno de Juan Negrín el 6 de septiembre de 1937